# Casa de Rômulo
Casa de Rômulo (em latim: Casa Romuli) ou Cabana de Rômulo era a suposta residência do lendário fundador e primeiro rei de Roma, Rômulo (771-717 a.C. tradicionalmente). Ela ficava situada no canto sudoeste do monte Palatino, na encosta que leva ao Circo Máximo, perto dos chamados "Degraus de Caco".

## História e características
A Casa era uma tradicional cabana com um único recinto utilizadas pelos camponeses latinos, com teto de palha e paredes de pau-a-pique, similar às muitas urnas funerárias em miniatura da cultura Latial (c. 1000 – c. 600 a.C.).
Ao longo dos séculos, a Casa foi repetidas vezes danificada por incêndios e tempestades, mas sempre foi restaurada ao seu estado original em seguida. Em 38 a.C., ela foi completamente consumida pelo fogo durante uma cerimônia realizada no seu interior pelos pontífices do Colégio dos Pontífices, presumivelmente uma imolação em honra ao Divino Rômulo (o deus Quirino) durante a qual o fogo saiu do controle. O último incêndio registrado foi em 12 a.C., depois da morte de Agripa, o braço-direito do imperador Augusto (r. 30 a.C.-14 d.C.). Nesta ocasião, a Casa aparentemente foi incendiada por alguns corvos que derrubaram pedaços de carne em chamas que pegaram do altar no teto de palha. Especula-se que uma estrutura conhecida como tugurium Faustini no Palatino na época do imperador Constantino (r. 312–337) era, na realidade, a Casa de Rômulo.
Uma segunda Casa de Rômulo aparece nos registros históricos, esta localizada no monte Capitolino, provavelmente uma réplica da original. Ela foi mencionada pela última vez em 78.
Até 2017, os arqueólogos ainda não conseguiram associar de forma definitiva a Casa de Rômulo com qualquer ruína já encontrada. Uma forte candidata é a maior de um conjunto de residências cujas fundações foram escavadas no local indicado pelas fontes antigas em 1946. Estas fundações foram escavadas na base rochosa de tufo num formato ovóide com eixos de 4,9 e 3,6 metros respectivamente. Seis buracos arranjados em círculo (com um deles no centro) presumivelmente serviam para acomodar as hastes que seguravam as paredes e o teto respectivamente. Material orgânico encontrado no local foi datado como sendo do início da Idade do Ferro (c. 900-700 a.C.).